# Danish Siddiqui
Danish Siddiqui (Nova Delhi, 19 de maig de 1980 - Spin Buldak, Kandahar, 15 de juliol de 2021) va ser un fotoperiodista indi. Va rebre el Premi Pulitzer en 2018 com a part de l'equip de fotografia de Reuters. Va ser assassinat mentre cobria un enfrontament entre les forces de seguretat afganeses i els talibans prop d'una cruïlla fronterera amb Pakistan.

## Primers anys
Danish va cursar els seus estudis en el P. Angel School en el sud de Delhi. Es va graduar amb una llicenciatura en Economia de Jamia Millia Islamia, Delhi. Va continuar per tal d'obtenir un títol en Comunicació de Masses pel Centre de Recerca de Comunicació de Masses AJK de Jamia en 2007.

## Carrera professional
Siddiqui va iniciar la seva carrera com a corresponsal de notícies televisives. Es va passar al fotoperiodisme i es va unir a l'agència de notícies internacional Reuters en 2010. Des de llavors, Siddiqui havia cobert la batalla de Mossul (2016-2017), el terratrèmol d'abril de 2015 a Nepal, la crisi de refugiats derivada del genocidi rohingya, les protestes a Hong Kong de 2019-2020, els disturbis de Delhi de 2020 i la pandèmia de COVID-19, entre altres històries en el sud d'Àsia, Orient Mitjà i Europa. En 2018, es va convertir en el primer indi juntament amb el seu col·lega Adnan Abidi a guanyar el Premi Pulitzer de Fotografia de Llargmetratge com a part del personal de Fotografia de Reuters per documentar la Crisi dels Refugiats Rohingya. Una fotografia que va capturar durant els disturbis de Delhi de 2020 va ser presentada com una de les fotografies definitòries de 2020 per Reuters. Acostumava a dirigir l'equip de Reuters Pictures a Índia.

## Mort
Siddiqui va ser assassinat al costat d'un alt oficial afganès mentre cobria els enfrontaments entre les tropes afganeses i els terroristes talibans a Spin Buldak, Afganistan, el 15 de juliol de 2021.